# 欧洲西部夏令时间
| 淺藍 | 欧洲西部时间／格林尼治標準時間（UTC）                       |
| 藍色 | 欧洲西部时间／格林尼治標準時間（UTC）                       |
| 藍色 | 欧洲西部夏令时间／英国夏令时／愛爾蘭標準時間（UTC+1）       |
| 紅色 | 欧洲中部时间（UTC+1）                                       |
| 紅色 | 欧洲中部夏令时间（UTC+2）                                   |
| 黃色 | 欧洲东部时间／加里宁格勒时间（UTC+2）                       |
| 金色 | 欧洲东部时间（UTC+2）                                       |
| 金色 | 欧洲东部夏令时间（UTC+3）                                   |
| 淺綠 | 歐洲极东時間／莫斯科时间／土耳其時間（UTC+3）               |
| 青綠 | 亞美尼亞時間／亞塞拜然時間／喬治亞時間／薩馬拉時間（UTC+4） |

欧洲西部夏令时间（Western European Summer Time，缩写WEST），是欧洲西部时间的夏令时，比世界标准时间早一个小时。它被以下国家和地区采用：
- 加那利群岛
- 法罗群岛
- 格陵兰东北地区
- 冰岛
- 马德拉自治区
- 葡萄牙大陆地区
- 爱尔兰共和国
- 英国

在英国，欧洲西部夏令时间也被称作为英国标准时间（British Standard Time）或英国夏令时间（British Summer Time），简称BST；爱尔兰共和国将其称作爱尔兰标准时间（Irish Standard Time），简称IST。“爱尔兰夏令时间”（Irish Summer Time）是错误的叫法，因为爱尔兰以夏季时间作为标准时间，和欧洲其他国家不同。
欧洲西部夏令时间从每年3月最后一个周日1:00开始，到10月的最后一个周日1:00结束。冬季这些地区使用欧洲西部时间。

## 各国使用欧洲西部夏令时间
下面列出各国使用欧洲西部夏令时间，如无特别说明，指夏天。
- 加那利群岛，从1980年开始（西班牙其它地区使用欧洲中部夏令时间，UTC+2）
- 法罗群岛，从1981年开始
- 爱尔兰共和国
  - 1916年–39年夏天IST
  - 1940年–46年全年IST
  - 1947年–68年夏天IST
  - 1968年–71年全年IST
  - 1972年–今夏天IST
- 葡萄牙
  - 1977年–92年欧洲西部夏令时间
  - 1993年–95年欧洲中部夏令时间
  - 1996年–今欧洲西部夏令时间（除亚述尔群岛外）
- 英国
  - 1916年–1939年夏天BST
  - 1940年春天开始全年BST
  - 1941–45年冬天BST （1941年–45年夏天BDST=BST+1）
  - 1946年夏天BST
  - 1947年春天、秋天BST （1947年夏天BDST=BST+1）
  - 1948年–68年夏天BST
  - 1968年–71年全年BST
  - 1972年–今夏天BST